# Rete tranviaria di Sheffield
La rete tranviaria di Sheffield (conosciuta come Sheffield Supertram) è la rete tranviaria che serve la città britannica di Sheffield. È composta da tre linee.